# Marco Barbarigo
Marco Barbarigo (Venezia, 1413 – Venezia, 14 agosto 1486) è stato il 73º doge della Repubblica di Venezia.

## Biografia
Nacque da Francesco e Cassandra Morosini. Poche notizie sono giunte sul suo conto; tra esse il fatto che avesse tre fratelli (di cui uno, Agostino Barbarigo, diverrà il suo successore nella carica di Doge dopo la sua morte) e che si fosse sposato con Lucia Ruzzini.
Di famiglia ricca riuscì a compiere una notevole carriera all'interno dell'amministrazione pubblica veneziana.
Le sue capacità e la sua diligenza nel trattare importanti affari di stato lo portarono, il 19 novembre 1485, ad essere eletto doge.
Durante il suo dogato, il sesto più breve nella storia di Venezia, la peste che aveva colpito la città sotto il regno del predecessore Giovanni Mocenigo (e che lo aveva ucciso) cessò di mietere vittime e si placò quasi del tutto.
Non accadde nulla di rilevante durante i restanti mesi di governo ed il doge si spense il 14 agosto 1486 per un eccesso di amarezza dovuto ad un'accesa lite avvenuta in Senato col fratello Agostino.

## Nella cultura di massa
Compare come antagonista e membro di spicco dei Templari nel videogioco Assassin's Creed II, nel quale viene ucciso dal protagonista Ezio Auditore.